# Iosif Pustai
Iosif Pustai (* 1943 oder 1944; † Januar 2016) war ein rumänischer Fußballspieler.

## Sportlicher Werdegang
Pustai spielte für Olimpia Satu Mare, mit dem Klub stieg er Ende der 1960er Jahre in die zweitklassige Divizia B auf und war in den 1970er Jahren einer der Protagonisten der erfolgreichsten Zeit der Vereinsgeschichte. Dem Aufstieg in die Divizia A 1974 folgte zwar 1976 der Wiederabstieg, nach der direkten Rückkehr in die höchste Spielklasse spielte der Torhüter jedoch bis zum erneuten Abstieg 1980 in der Divizia A. Zudem erreichte er mit der Mannschaft 1978 das Endspiel des Cupa României, als Ersatzmann für Ștefan Fehér sah er vom Spielfeldrand aus die 1:3-Niederlage gegen den Titelverteidiger FC Universitatea Craiova.
Pusta verstarb im Alter von 72 Jahren, kurz nach dem Tod seines langjährigen Mannschaftskameraden Mircea Moldovan.